# С’єзже (село)
С’єзже (рос. Съезжее) — село в Богатівському районі Самарської області Російської Федерації.
Населення становить 603 особи. Входить до складу муніципального утворення сільське поселення Максимовка.

## Історія
Від 2005 року входило до складу муніципального утворення сільське поселення Максимовка.

## Населення
| 2010 |
| ---- |
| 603  |